# Chaetophyes ceramensis
Chaetophyes ceramensis är en insektsart som beskrevs av Victor Lallemand 1927. Chaetophyes ceramensis ingår i släktet Chaetophyes och familjen Machaerotidae. Inga underarter finns listade i Catalogue of Life.